# Villa 69
Villa 69 es una película de Egipto filmada en colores dirigida por Ayten Amin sobre el guion de Muhammad El-Hajj y Mahmoud Ezzat que se estrenó el 6 de octubre de 2013 y tuvo como actores principales a  Kal Naga,  Lebleba,  Arwa Gouda y  Omar El Ghandour.

## Sinopsis
Naga, un arquitecto con una enfermedad terminal –no identificada en el filme-, que disfruta en la vieja mansión familiar una vida solitaria con una variedad de mujeres que lo visita. Cuando su hermana y su nieto se trasladan a vivir con él, su rutina se altera y se ve forzado a replantearse sus ideas acerca de la vida, el amor y la familia.

## Reparto
Colaboraron en el filme los siguientes intérpretes:
- Kal Naga	...	Hussein
- Lebleba	...	Nadra
- Arwa Gouda	...	Sanaa
- Omar El Ghandour	...	Seif
- Heba Yousry		...	Hanaa
- Khairy Beshara	...	El General
- Sally Abed	...	Aya
- Youssra El Hawary	...	Ehsan
- Muhammad El-Hajj
- Fadel Al Gargy
- Emad Maher	...	Hamdy
- Amgad Reyad	...	Heidar
- Sedky Sakhrr	...	Salah
- Amr Salama

## Críticas
Jay Weissberg en Variety opinó:

”El clima del filme no es deficiente, pero el guion se habría beneficiado con una narración más clara, ya que carece del tipo de solidez estructural que hubiera permitido que los retratos sutiles brillen correctamente. Basada en una estética independiente pero con grandes estrellas egipcias, "Villa 69" no se verá más allá de pequeñas porciones de público local.”

Mark Adams en Screendaily escribió:

” Una actuación impresionantemente matizada y dinámica de Khaled Abol Naga le da a este divagante drama egipcio su energía y empuje, brindando un giro memorable y confirmando su reputación como uno de los actores más carismáticos del Medio Oriente. Si bien la enfermedad del personaje Hussein está en el centro de la película, rara vez se usa como un elemento de la trama. Aunque es atractivo y divertido en algunos lugares, el filme es a veces demasiado disperso y carente de enfoque, ya que los personajes entran y salen de la historia, pero en definitiva es bastante llevadero y probablemente atraerá al público de Oriente Medio.”

Thoraia Abou Bakr dijo:

” Amin no revela mucho; solo tenemos atisbos del pasado de Hussein. La película parece un viejo filme hogareño más que uno con una trama sólida y un guion rígido. Los hechos se desenvuelven con su propio ritmo para transmitir naturalidad. Los personajes son convincentes…Amin retrata con autenticidad la naturaleza de la relación familiar en Egipto; la tensión entre los dos hermanos acerca de las propiedades de los padres y la tensa relación entre ellos que se va aflojando al aproximarse la muerte. Todo ello se ve verosímil. Vale la pena ver esta película que, pese a su tema, no es triste ni deprimente sino muy realista.

## Premios y nominaciones
Festival de Cine de Abu Dabi,  ADFF 2013
- Nominada al Premio Perla Negra en la Competencia Nuevos Horizontes.

Festival Nacional de cine egipcio de El Cairo, 2014
- Ganadora del Premio Horus al Mejor Director debutante.
- Horus Award ganador del Premio al Mejor Actor

Festival Internacional de Cine de Hong Kong, 2014
- Nominada al Premio FIPRESCI.

Festival de Cine del Centro Católico Egipcio, 2014
- Khaled Abol Naga, ganador del Premio al Mejor Actor por Villa 69.
- Hossam Shaheen, ganador del Premio a la Mejor Fotografía por Villa 69.

Festival del Cine Africano Juribga (Marruecos) 2014
- Khaled Abol Naga, ganador del Premio al Mejor Actor por Villa 69.

Trophees Francophones du Cinema 2015
- Muhammad El-Hajj y Mahmoud Ezzat nominados al Premio al Mejor Argumento por Villa 69.